# Prague Society for International Cooperation
Die Prague Society for International Cooperation ist eine internationale Nichtregierungsorganisation mit Sitz in Prag. Sie wurde 1997 gegründet und ging aus der tschechoslowakischen Untergrundbewegung hervor, die während der repressiven Zeit des Kommunismus gegen das Regime opponierte. Ehrenvorsitzender ist General (a. D.) Wesley K. Clark und vom Anfang – bis zu seinem Tod –  Friedensnobelpreisträger Frederik Willem de Klerk. (1999–2022)

## Tätigkeit
Zweck ist der Aufbau der Zivilgesellschaft in den ehemaligen Warschauer Pakt-Staaten Zentral- und Osteuropas ein. Neben der Wiedererrichtung dieser Zivilgesellschaft zielt die Tätigkeit der Prague Society auch auf die Entwicklung einer neuen politischen und wirtschaftlichen Führungselite, die sich demokratischen Werten verbunden fühlt.
Hierzu initiierte der Verein u. a. die „Transatlantic Drift Debate“ in Zusammenarbeit mit dem American Foreign Policy Council. Ziel dieser Initiative ist es, den Austausch von Ideen und Strategien zu aktuellen geopolitischen Fragen zwischen Nordamerika, der EU und den neuen Demokratien in Zentral- und Osteuropa zu fördern.

## Wohltätigkeit
Neben der Förderung junger Menschen und Unterstützung gemeinnütziger Institutionen vergibt der Verein seit dem Jahr 2000, in Zusammenarbeit mit der Global Panel Foundation den Hanno R. Ellenbogen Citizenship Award, als Auszeichnung für besondere gesellschaftliche Verdienste um Zentral- und Osteuropa. Bisherige Preisträger waren u. a. Michael I. von Rumänien und Miloš Forman.